# Zabłocie (rejon nieświeski)
Zabłocie (biał. Забалацце, Zabałaccie, ros. Заболотье, Zabołotje) – wieś na Białorusi, w obwodzie mińskim, w rejonie nieświeskim, w sielsowiecie horodziejskim. Położona jest 18 km na północny zachód od Nieświeża. 

## Historia
Wieś magnacka położona była w końcu XVIII wieku w powiecie nowogródzkim województwa nowogródzkiego.
W dwudziestoleciu międzywojennym leżało w Polsce, w województwie nowogródzkim, w powiecie nieświeskim, w gminie Horodziej. W 1921 miejscowość liczyła 299 mieszkańców, zamieszkałych w 56 budynkach, w tym 295 Białorusinów, 3 Żydów i 1 Polaka. 393 mieszkańców było wyznania prawosławnego, 3 rzymskokatolickiego i 3 mojżeszowego.
Po II wojnie światowej w granicach Związku Sowieckiego. Od 1991 w niepodległej Białorusi.